# Brooke Butler
Brooke Butler (* 27. Januar 1989 in Woodinville) ist eine US-amerikanische Schauspielerin.

## Leben und Karriere
Brooke Butler wurde 1989 in Woodinville, Vereinigte Staaten geboren und ist seit 2011 als Schauspielerin aktiv. Zu ihren Auftritten in Filmen gehört u. a. All Cheerleaders Die aus dem Jahre 2013 und Killer Beach aus dem Jahre 2015.

## Filmografie (Auswahl)
- 2012: Retribution
- 2013: All Cheerleaders Die
- 2015: Killer Beach (The Sand)
- 2015: Cyber Case – Wenn das Internet zur Falle wird (Cyber Case)
- 2016: The Remains
- 2017: Bobbi Kristina
- 2017: A Family for the Holidays
- 2020: The Fox Hunter
- 2020: Killer Dream Home (Fernsehfilm)
- 2021: Famous
- 2021: Lantern's Lane
- 2021: Animal Kingdom (Fernsehserie, Folge 5x02)
- 2022: A Day to Die
- 2023: Magnum P.I. (Fernsehserie, Folge 5x06)